# Phelsuma lineata
Phelsuma lineata Gray, 1842 è un piccolo sauro della famiglia Gekkonidae, endemico del Madagascar.

## Distribuzione e habitat
Questa specie è ampiamente diffusa in tutto il versante orientale del Madagascar ed è presente, con popolazioni frammentate, anche nella parte occidentale dell'isola (Ankarafantsika). È stata inoltre introdotta nell'isola di Réunion.
Il suo habitat tipico è la foresta umida, da 750 a 1.350 m di altitudine. Predilige palme, banani e Pandanus spp.

## Tassonomia
Sono note le seguenti sottospecie:
- Phelsuma lineata lineata Gray, 1842
- Phelsuma lineata bombetokensis Mertens, 1964
- Phelsuma lineata elanthana Krüger, 1996
- Phelsuma lineata punctulata Mertens, 1970

La sottospecie Phelsuma lineata dorsivittata è oggi riconosciuta come specie a sé stante (Phelsuma dorsivittata).

## Conservazione
La IUCN Red List classifica P. lineata come specie a basso rischio (Least Concern).
La specie è inserita nella Appendice II della Convention on International Trade of Endangered Species (CITES).
Parte del suo areale ricade all'interno di aree naturali protette tra cui il Parco nazionale di Ankarafantsika, il Parco nazionale di Ranomafana, il Parco nazionale di Andasibe-Mantadia e la Riserva speciale di Analamazaotra.